# Макеян, Петрос Степанович
Петро́с Степа́нович Макея́н (арм. Պետրոս Մակեյան; 10 января 1954 — село Паник, Артикский район) — армянский политик.

## Биография
1970—1975 — Ленинаканский педагогический институт. Физик.
1980—1985 — Иркутский институт народного хозяйства. Экономист.
1975—1981 — работал учителем.
1982—1990 — работал экономистом.
1991—1995 — председателем исполкома Артикского райсовета.
С 1993 — вице-губернатор Ширакской области.
1995—1999 — депутат парламента. Член постоянной комиссии по государственно-правовым вопросам. Член общественно-политическая организации Армении либерально-демократической ориентации «Армянское общенациональное движение».
С 1999 — лидер партии «Демократическая родина».
2003 — был кандидатом в президенты Армении. Член партии «Импичмент».
В 2008 году после словесной перепалки с председателем участковой избирательной комиссии председатель партии «Демократическая родина» Петрос Макеян был задержан по обвинению в том, что чинил препятствия деятельности УИК № 34/06.